# Le nuove canzoni di Fred Buscaglione
Le nuove canzoni di Fred Buscaglione è il terzo album inciso da Fred Buscaglione, pubblicato nel 1957.

## Il disco
Questo terzo album del cantautore fu il suo primo grande successo, infatti la sua grande popolarità comincerà proprio quell'anno per via della famosa Whisky facile, dove comincia a interpretare la sua parte di simpatico spaccone.
Quasi tutte le canzoni pubblicate in quest'album verranno stampate dalla casa lo stesso anno anche su 78 e 45 giri, come La cambiale, Five o'clock rock e 'A coda 'e cavallo.

## Tracce
Lato A
1. Il siero di Strokomologoff (Fred Buscaglione, Leo Chiosso)
2. La cambiale (Fred Buscaglione, Leo Chiosso)
3. Whisky facile (Fred Buscaglione, Leo Chiosso)
4. Five o'clock rock (Fred Buscaglione, Leo Chiosso)

Lato B
1. Troviamoci domani a Portofino (Fred Buscaglione, Leo Chiosso)
2. 'A coda 'e cavallo (Fred Buscaglione, Leo Chiosso)
3. Supermolleggiata (Fred Buscaglione, Leo Chiosso)
4. Moreto moreto (Fred Buscaglione, Leo Chiosso)

## Formazione
- Fred Buscaglione - voce
- Fatima Robin's - voce

### Asternovas
- Gianni Saiu – chitarra
- Dino Arrigotti – pianoforte
- Carletto Bistrussu – batteria
- Berto Pisano – contrabbasso
- Giulio Libano – tromba
- Giorgio Giacosa – sax, clarinetto, flauto